# Neolophonotus macropterus
Neolophonotus macropterus är en tvåvingeart som först beskrevs av Friedrich Hermann Loew 1854.  Neolophonotus macropterus ingår i släktet Neolophonotus och familjen rovflugor.
Artens utbredningsområde är Sudan. Inga underarter finns listade i Catalogue of Life.